# Annie Conway
Pour les articles homonymes, voir Conway.
Annie Conway, née Baumber le 21 juin 1981, est une traileuse anglaise. Elle a remporté le titre de championne du monde de course en montagne longue distance 2016.

## Biographie
En 2008, son mari Terry se met à la course à pied afin de perdre du poids. Elle se joint à lui pour le soutenir moralement. Ils prennent part ensemble à leur première course, un 10 kilomètres à Stratford-upon-Avon où Annie termine troisième. Le couple se pique au jeu de la compétition et s'oriente vers des distances toujours plus longues. Ils se testent à l'ultra-trail en prenant part à la première édition du Nottingham Ultra 50k en 2010 où Annie termine deuxième. Néanmoins, elle souffre de petites blessures récurrentes et songe à arrêter la course à pied. Le couple déménage dans le Lake District en 2012 et Annie découvre le trail. Elle peut se remettre à la course à pied sans risque de blessures.
Elle décroche ses premiers succès en 2012 en terminant deuxième au Lakeland 50 et en remportant la victoire au Magredi Mountain Trail 40 Mile à Aviano.
En 2015, elle s'essaie à des distances plus courtes et termine quatrième de la course de sélection pour les championnats d'Europe à Porto Moniz. Elle est sélectionnée et y termine onzième.
En 2016, lors des championnats du monde de course en montagne longue distance à Podbrdo, elle double l'Italienne Antonella Confortola à trois kilomètres de la fin et remporte la victoire. Elle décroche également la victoire par équipes avec Victoria Wilkinson et Helen Berry.

## Palmarès
| no  | féminin            | Course                                                      | Longueur | Départ          | Temps            |
| --- | ------------------ | ----------------------------------------------------------- | -------- | --------------- | ---------------- |
| 6e  | Médaille d'argent  | Lakeland 50                                                 | 50 mi    | 28 juillet 2012 | 8 h 41 min 35 s  |
| 5e  | Médaille d'or      | Magredi Mountain Trail 40 Mile                              | 60 km    | 13 octobre 2012 | 6 h 47 min 6 s   |
| 44e | 4e                 | Celestrail                                                  | 78 km    | 22 juin 2013    | 14 h 12 min 29 s |
| 43e | Médaille d'or      | Championnats du monde de course en montagne longue distance | 42,2 km  | 18 juin 2016    | 4 h 29 min 1 s   |
| 3e  | Médaille de bronze | Championnats de Grande-Bretagne de course en montagne       | 7,7 km   | 30 juillet 2016 | 48 min 7 s       |
| 26e | Médaille de bronze | Marató dels Cims                                            | 42,5 km  | 8 juillet 2017  | 5 h 48 min 25 s  |
| 44e | Médaille d'or      | Course du Snowdon                                           | 16,1 km  | 15 juillet 2017 | 1 h 20 min 18 s  |